# E-Prix di Berlino 2015
L'E-Prix di Berlino 2015 è stata l'ottava prova del primo campionato di Formula E. La gara è stata vinta da Jérôme d'Ambrosio, dopo la squalifica di Lucas Di Grassi.

## Risultati

### Qualifica
Nella sessione di qualifica si è avuta la seguente situazione, con Jarno Trulli che torna così in pole position in una gara per la prima volta dal Gran Premio del Bahrein 2009:
| Pos. | Nº | Pilota                 | Team               | Tempo    | Griglia |
| ---- | -- | ---------------------- | ------------------ | -------- | ------- |
| 1    | 10 | Jarno Trulli           | Trulli             | 1:21.547 | 1       |
| 2    | 11 | Lucas Di Grassi        | Audi Sport ABT     | 1:21.623 | 2       |
| 3    | 9  | Sébastien Buemi        | e.dams Renault     | 1:21.685 | 3       |
| 4    | 23 | Nick Heidfeld          | Venturi            | 1:21.710 | 4       |
| 5    | 66 | Daniel Abt             | Audi Sport ABT     | 1:21.754 | 5       |
| 6    | 7  | Jérôme d'Ambrosio      | Dragon Racing      | 1:21.861 | 6       |
| 7    | 8  | Nicolas Prost          | e.dams Renault     | 1:21.911 | 7       |
| 8    | 6  | Loïc Duval             | Dragon Racing      | 1:21.917 | 8       |
| 9    | 30 | Stéphane Sarrazin      | Venturi            | 1:21.978 | 9       |
| 10   | 27 | Jean-Éric Vergne       | Andretti Autosport | 1:22.015 | 10      |
| 11   | 18 | Vitantonio Liuzzi      | Trulli             | 1:22.032 | 11      |
| 12   | 28 | Scott Speed            | Andretti Autosport | 1:22.096 | 12      |
| 13   | 99 | Nelson Piquet Jr.      | NEXTEV TCR         | 1:22.310 | 13      |
| 14   | 3  | Jaime Alguersuari      | Virgin Racing      | 1:22.395 | 14      |
| 15   | 2  | Sam Bird               | Virgin Racing      | 1:22.437 | 15      |
| 16   | 77 | Salvador Durán         | Amlin Aguri        | 1:22.444 | 16      |
| 17   | 88 | Charles Pic            | NEXTEV TCR         | 1:22.464 | 17      |
| 18   | 21 | Bruno Senna            | Mahindra Racing    | 1:22.575 | 18      |
| 19   | 55 | António Félix da Costa | Amlin Aguri        | 1:22.586 | 19      |
| 20   | 5  | Karun Chandhok         | Mahindra Racing    | 1:22.803 | 20      |

### Gara
Al termine della gara Lucas Di Grassi, giunto primo al traguardo, è stato squalificato quindi la classifica finale è la seguente:
| Pos. | Nº | Pilota                 | Team               | Giri | Tempo/Ritiro         | Griglia | Punti |
| ---- | -- | ---------------------- | ------------------ | ---- | -------------------- | ------- | ----- |
| 1    | 7  | Jérôme d'Ambrosio      | Dragon Racing      | 33   | 48:26.566            | 6       | 25    |
| 2    | 9  | Sébastien Buemi        | e.dams Renault     | 33   | +2.433               | 3       | 18    |
| 3    | 6  | Loïc Duval             | Dragon Racing      | 33   | +3.508               | 8       | 15    |
| 4    | 99 | Nelson Piquet Jr.      | NEXTEV TCR         | 33   | +3.975               | 13      | 14    |
| 5    | 23 | Nick Heidfeld          | Venturi            | 33   | +13.046              | 4       | 10    |
| 6    | 30 | Stéphane Sarrazin      | Venturi            | 33   | +13.335              | 9       | 8     |
| 7    | 27 | Jean-Éric Vergne       | Andretti Autosport | 33   | +13.678              | 10      | 6     |
| 8    | 2  | Sam Bird               | Virgin Racing      | 33   | +14.055              | 15      | 4     |
| 9    | 18 | Vitantonio Liuzzi      | Trulli             | 33   | +15.636              | 11      | 2     |
| 10   | 8  | Nicolas Prost          | e.dams Renault     | 33   | +16.602              | 7       | 1     |
| 11   | 55 | António Félix da Costa | Amlin Aguri        | 33   | +16.797              | 19      |       |
| 12   | 3  | Jaime Alguersuari      | Virgin Racing      | 33   | +20.594              | 14      |       |
| 13   | 28 | Scott Speed            | Andretti Autosport | 33   | +21.149              | 12      |       |
| 14   | 66 | Daniel Abt             | Audi Sport ABT     | 33   | +23.688              | 5       |       |
| 15   | 88 | Charles Pic            | NEXTEV TCR         | 33   | +25.491              | 17      |       |
| 16   | 77 | Salvador Durán         | Amlin Aguri        | 33   | +44.157              | 16      |       |
| 17   | 21 | Bruno Senna            | Mahindra Racing    | 33   | +46.257              | 18      |       |
| 18   | 5  | Karun Chandhok         | Mahindra Racing    | 33   | +52.703              | 20      |       |
| 19   | 10 | Jarno Trulli           | Trulli             | 31   | Ritiro               | 1       | 3     |
| SQ   | 11 | Lucas Di Grassi        | Audi Sport ABT     | 33   | Irregolarità tecnica | 2       |       |

## Classifiche

### Piloti
|  | Pos. | Pilota            | Punti |
|  | ---- | ----------------- | ----- |
|  | 1    | Nelson Piquet Jr. | 103   |
|  | 2    | Sébastien Buemi   | 101   |
|  | 3    | Lucas Di Grassi   | 93    |
|  | 4    | Nicolas Prost     | 78    |
|  | 5    | Jérôme d'Ambrosio | 77    |

### Squadre
|  | Pos. | Squadra        | Punti |
|  | ---- | -------------- | ----- |
|  | 1    | e.dams Renault | 179   |
|  | 2    | Dragon Racing  | 116   |
|  | 3    | Audi Sport ABT | 115   |
|  | 4    | NEXTEV TCR     | 107   |
|  | 5    | Virgin Racing  | 98    |